# Jazzstandard
Der Terminus Jazzstandard, eigentlich nur Standard genannt, umfasst Kompositionen der vergangenen Jahrzehnte, die von Jazzmusikern kontinuierlich gespielt werden und die Stilentwicklung überdauert haben. Einigen Standards ist auch der Übergang in andere Musikstile (Popsong, Chanson und Schlager) gelungen.
Viele Melodien, die zu Standards wurden, stammen ursprünglich aus den verschiedenen Genres der Unterhaltungsmusik wie: Broadway-Shows, Musicals, Hollywood-Filme und sogar Operetten. Die Hochphase dieser sogenannten Standards war die Ära des Swing. Einige Jazzstandards stammen aber auch aus „Überlieferungen des 19. Jahrhunderts, aus Ragtime, klassischem Blues, frühem Jazz, aus dem Chicago-Jazz der zwanziger Jahre, dem Swing der Dreißiger und Vierziger, dem Bebop und Hardbop, dem Bossa Nova, dem modalen und selbst dem Free Jazz.“
Die Interpretation von Standards wird ständig verändert und erweitert. Einige „Umarbeitungen“ von Songs aus dem Great American Songbook sind heute als Ausgangspunkt einer Jazzinterpretation beliebter als die Originale.

## Funktion
Standards bilden einen Grundstock des Repertoires von Jazzmusikern. Sie dienen als Grundlagen für Improvisationen. Auf spontanen Jazzmusikertreffen, den Jamsessions, spielen Standards eine zentrale und unverzichtbare Rolle, weil sie die musikalische Schnittmenge zwischen fremden Musikern bilden. Tatsächlich mag die Jam Session der Grund gewesen sein, warum sich ein festes Korpus an Stücken herausbildete. Die Vortragsform dieser Stücke (Tunes) ist nicht festgelegt. Art, Melodie, Harmonie und Rhythmus werden von den Ausführenden, je nach Qualifikation, beliebig verändert.

## Formen

### 32-taktige Formen
Die meisten Standards besitzen eine 32-taktige Liedform (4 × 8 Takte), wenn man vom Vers generell absieht.
- AABA – Die beiden ersten A-Teile haben meist zwei verschiedene Endings, einen, der zurück zum Anfang (Wiederholung) führt, und den zweiten, der weiter zur Bridge (B-Teil) führt. Der dritte und letzte A-Teil endet fast immer auf der Tonika. Typisch dafür ist die Komposition Take the A-Train.

- ABAC – Das Stück How High the Moon besitzt eine völlig andere 32-taktige Form. Die beiden A-Teile sind gleich. Der B-Teil unterscheidet sich vom C-Teil (wie bei vielen Stücken dieser Form) nur in den letzten 4 Takten. Im B-Teil wird Spannung aufgebaut, im C-Teil löst sich alles zur Tonika auf. Gänzlich unterscheiden sich aber die B- und C-Teile z. B. bei Stardust.

- Manchmal gibt es eine Coda, das ist eine kurze Verlängerung des Stückes.

### 12-taktige Form
Diese Gruppe bezieht sich auf das Bluesschema. Jazzstandards, die sich eng an das Bluesschema halten, sind zum Beispiel Straight No Chaser und Blue Monk von Thelonious Monk. Viele Standards erweitern das Harmonieschema und gehören zur Gattung des Jazzblues. Es gibt viele unterschiedliche Harmonisierungen eines Blues, allerdings bleibt immer die 12-taktige Form bestehen. Typisch sind auch die Harmonisierungen von Charlie-Parker-Themen wie Blues for Alice und Au Privave: Dabei sind nur noch die Harmoniestufen der Takte 1, 5 und 9 mit dem Originalblues identisch. Die Zwischentakte sind mit Quintfallsequenzen ausgefüllt, die nach dem II-V-I-Schema nahezu grenzenlos eingefügt werden können, wie z. B. bei dem Titel Bluesette von Toots Thielemanns.

### Neuere Formen
Seit den 1950er Jahren haben sich die Standardformen vor allem durch die Aufnahme von anderen Rhythmen, insbesondere lateinamerikanischen und afrikanischen, und Themen wie auch durch die Erweiterung der Harmonik und Melodik stark vermehrt. In den 1960er und frühen 1970er Jahren führte die Experimentierfreude der Jazzmusiker im Free Jazz zur Ersetzung oder Auflösung aller formalen Konventionen, die durch Standards vorgegeben waren. Seit den 1970er Jahren war eine teilweise Rückwendung zu traditionellem Improvisieren über Standardthemen und -formen zu beobachten. Dabei wurde jedoch die inzwischen gewonnene Erfahrung mit dem freien Spiel von vielen Combos integriert. Standardformen sind heute ebenso variabel und vielfältig wie die Jazzmusik insgesamt.

## Sammlungen
Jazzmusiker verwenden verschiedene Sammlungen von Standards. Besonders beliebt ist das sogenannte Real Book, das in mehreren Ausgaben existiert.
- Das ursprüngliche Real Book ist eine hektographierte illegale Kopie von knapp 500 Stücken. Diese sind nur als Melodie mit Akkordsymbolen notiert und umfassen meist eine, selten mehrere DIN-A-4-Seiten (Leadsheet). Sie nennen den Komponisten der Melodie und geben sporadische Hinweise auf den Charakter (wie etwa ballad), den Rhythmus (zum Beispiel swing) und besonders wichtige Interpreten (wie zum Beispiel Charlie Parker) des Standards. Die älteren Ausgaben davon enthielten noch viele Fehler, die erst allmählich korrigiert wurden.
- Erst mit Erscheinen des New Real Book kam eine überprüfte und autorisierte Druckversion alter und moderner Standards in Umlauf. Im Gegensatz zu den oft sehr rudimentären und sogar fehlerhaften Angaben des Vorläufers notiert dieses Werk meist nicht nur Melodie und Akkorde, sondern macht darüber hinaus genaue und differenzierte Angaben zu Arrangement, Mehrstimmigkeit, Ein- und Ausleitungen, Rhythmen, Tempo, Interpreten und Einspielungen (Tonträgern) für dieses Stück. Damit wird meist ein bestimmtes, Jazzmusikern und Jazzhörern vertrautes Arrangement des Standards favorisiert. Daher gilt dieses Werk als besonders quellentreu. Allerdings konzentriert sich sein Inhalt auf die Jazzstile seit den 1970er Jahren, sodass viele der älteren und beliebten Standards der Swing- und Bebop-Ära darin fehlen.

Beliebt unter Jazzmusikern sind daneben auch
- 557 Standards, die es neben dem DIN-A-4-Format auch als praktisches DIN-A-5-Hardcover-Ringbuch gibt. Diese Ausgabe vereint die Vorteile des alten mit denen des neuen Real Books: Sie enthält nur die nötigsten Angaben bei weitestmöglicher Interpretationsfreiheit, aber genauer Notation der Themen und Akkordfolgen, also Quellentreue. Es gibt sie – wie inzwischen auch die älteren Realbooks – in mehreren Tonarten (C, Eb, Bb) und sogar im Bassschlüssel.
- Für iOS und Android gibt es verschiedene Apps mit Noten und Harmonien unterschiedlicher Qualität. Weit verbreitet ist iReal Pro[4], welches nur die Akkordsymbole sowie zum Üben eine Playback-Funktion für die Stücke (jedoch keine Noten zu Melodien oder Themen) enthält. Aufgrund der kompakten Darstellung können die Harmonien der meisten Stücke so auf dem Display des Smartphones angezeigt werden, ohne dass innerhalb eines Stücks geblättert oder gescrollt werden muss.
- Hinzu kommen sogenannte Fake Books, in denen sowohl Popsongs als auch Jazz-Standards gelistet und mit Arrangements unterschiedlicher Qualität versehen sind. Eine verbreitete Sammlung „klassischer“ Popsongs ist das Great American Songbook.